# Ricardo Escotto
Ricardo Escotto (Mexico-Stad, 15 december 2004) is een Mexicaans autocoureur.

## Carrière
Escotto maakte zijn autosportdebuut in het formuleracing in het laatste raceweekend van het Formule 4-kampioenschap van de NACAM in 2019 bij het team FRF Racing. In deze drie races, gehouden op het Autódromo Hermanos Rodríguez, werd hij achtereenvolgens negende, elfde en tiende. Vervolgens kwam hij uit in het karting, waarin hij tot 2020 actief was.
In 2022 keerde Escotto terug in de Formule 4. Hij begon het seizoen in het Formule 4-kampioenschap van de Verenigde Arabische Emiraten voor het team Cram-Hitech GP. Een elfde plaats op het Dubai Autodrome was zijn beste resultaat, waardoor hij puntloos op plaats 25 in het klassement eindigde. Vervolgens kwam hij voor Cram-Pinnacle uit in het Spaans Formule 4-kampioenschap. Hij behaalde twee puntenfinishes met negende plaatsen op het Motorland Aragón en eindigde met vier punten op plaats 22 in het kampioenschap. Tevens reed hij in twee weekenden van het Italiaans Formule 4-kampioenschap voor Cram, met een twintigste plaats op het Autodromo Internazionale Enzo e Dino Ferrari als beste race-uitslag.
In 2023 maakte Escotto de overstap naar de Verenigde Staten, waarin hij in het USF Pro 2000 Championship voor Jay Howard Driver Development reed. Hij kende een moeilijke seizoensstart, voordat hij in de vijfde race op het binnencircuit van de Indianapolis Motor Speedway zijn eerste overwinning in de klasse behaalde. Dit was zijn enige podiumfinish van het seizoen en hij werd met 153 punten dertiende in de eindstand.
In 2024 bleef Escotto actief in de USF Pro 2000, maar stapte hij over naar BN Racing. Daarnaast reed hij dat jaar in vijf races van de Indy NXT voor Juncos Hollinger Racing.